# Gazde
Gazde est un groupe croate de folk.

## Histoire
Ils se réunissent comme un seul orchestre tambura dans une société culturelle et artistique. Cet orchestre est alors composé de douze personnes. La moitié de ce groupe est composée de Boss et l'autre moitié de joueurs de tambourin du groupe Barons. Le groupe est formé à Zagreb, plus précisément dans la banlieue de Markuševec, par les jeunes du quartier Marko Bujanović, Silvio Šimunković, Vladimir Kota, Mario Kršić, Damir Popović et Robert Šerić. Damir Miki Mihovec les prend sous son aile. En seulement un mois, ils passent d’un groupe de quartier inconnu à une attraction médiatique et de divertissement.
La première apparition à un festival a lieu aux Zlatnim žicama Slavonije à Požega. Ils conquièrent le public comme le meilleur et le plus prometteur ensemble de tambura avec la chanson Zbog tebe sam to što jesam, qui était une nouveauté dans le monde de la musique tambura dans tous les aspects de la musicalité et a divisé la scène musicale et le public. Performance en blouson de cuir, puis symbole du rocker, et jeu de tambourin atypique et féroce. Certains se réjouissaient de l'abandon de l'orientation traditionnelle et nouvelle de la musique tambura, tandis que d'autres, encore minoritaires, les critiquaient ainsi que le style vestimentaire « scandaleux » et l'approche de la scène, jamais vues dans la musique traditionnelle. et de la musique tambura. Le public est conquis, mais les critiques sont confuses et retenues. Cependant, seulement pour une courte période.
Viennent ensuite les premiers prix. Ils remportent le premier prix au festival Domoljubne pjesme à Slavonski Brod avec la chanson Ja sam svoje prolupao dane, le suivant au festival Pjesme Podravine i Podravlja à Pitomača avec la chanson Duša u časa, puis le prix de musique croate le plus prestigieux - Porin en 1994.
Une ligne de la biographie qui témoigne de l'extrême popularité, non seulement selon les standards du groupe tambura, sont les concerts traditionnels au Palais des Sports de Zagreb, qui ont lieu le 12 décembre pendant quatre années consécutives, auxquels ont assisté en moyenne 12 000 personnes. KD Lisinski marque également deux fois. Une entreprise d'un petit nombre de groupes.
En 2023, ils sortent l'album Ispod ovih oblaka.

## Discographie
- 1994 : Zbog tebe sam to što jesam
- 1995 : Za ljubav tvoju
- 1997 : Bit će bolje
- 1999 : Na dnu duše moje
- 2001 : Nije meni žao
- 2003 : Zbogom za zbogom
- 2005 : Zlatna kolekcija
- 2016 : Sretan Božić – najljepše božićne pjesme (GazdeART)
- ???? : Tanja Mršić & Gazde - Pošli momci na salaš (Euroton Records)
- 2023 : Ispod ovih oblaka